# Adelaide Orsola Appignani
Adelaide Orsola Appignani nota anche come Orsola Aspri (Roma, 1807 – Roma, 30 settembre 1884) è stata un soprano, direttore d'orchestra e compositrice italiana oltre che docente di canto.

## Biografia
Nacque a Roma e, dopo che la madre, rimasta vedova, sposò il violinista Andrea Aspri, cambiò il suo nome in Orsola Aspri.
Studiò musica con Valentino Fioravanti. Dopo aver completato gli studi, fu attiva come cantante e direttore d'orchestra a Firenze e Roma nel 1839. Fu membro dell'Accademia Filarmonica Romana di Pallazio Lancelotti e le fu conferito un riconoscimento onorario, nel 1842, dall'Accademia di Santa Cecilia.
L'Appignani insegnò anche canto ed ebbe come allievo il tenore Settimio Malvezzi.
Sposò il conte Girolamo Cenci-Bolognetti e, dopo una lunga esistenza, morì a Roma il 30 settembre 1884.

## Opere
Le sue opere selezionate includono:
- Le advventure de una giornata (melodramma) 1827
- I riti indiani (opera) 1834
- Il pirati (melodramma) 1843
- Clara de Clevers (melodramma) 1876
- Sinfonia per strumenti (sinfonia), 1834
- Le redenzioni de Roma (cantata) 1871 [2]